# Odontodiplosis montana
Odontodiplosis montana är en tvåvingeart som beskrevs av Ephraim Porter Felt 1908. Odontodiplosis montana ingår i släktet Odontodiplosis och familjen gallmyggor.
Artens utbredningsområde är New York. Inga underarter finns listade i Catalogue of Life.